# Sokolja Gora (obwód smoleński)
Sokolja Gora (ros. Соколья Гора) – wieś (ros. деревня, trb. dieriewnia) w zachodniej Rosji, w osiedlu wiejskim Kozinskoje rejonu smoleńskiego w obwodzie smoleńskim.

## Geografia
Miejscowość położona jest nad Dnieprem, 0,5 km od drogi federalnej R120 (Orzeł – Briańsk – Smoleńsk – Witebsk), 17 km od drogi magistralnej M1 «Białoruś», 6 km od centrum administracyjnego osiedla wiejskiego (Bogorodickoje), 11 km od Smoleńska, 0,4 km od najbliższego przystanku kolejowego Sokolja Gora (linia Smoleńsk – Rosławl).

## Demografia
W 2010 r. miejscowość zamieszkiwały 23 osoby.